# مركز الميناء البحري
مركز الميناء البحري عبارة عن مجمع تجاري عالي التقنية يقع في ريدوود سيتي، كاليفورنيا، الولايات المتحدة الأمريكية، وهو يعد اعتبارا من عام 2007 واحدًا من أكبر مجمعات البحوث التكنولوجية الحيوية في منطقة خليج سان فرانسيسكو.
وتتكون هذه الملكية من 623,000 قدم مربع (57,900 م2) من مساحة البناء المتطورة، وتقع على مقربة من ميناء ريدوود سيتي.(كتلاند، 2005)؛ يتم تصنيف هذه الملكية باعتبارها مساحة مكتبية من الفئة أ ولقد تم تشييدها كسلسلة من المباني المنفصلة. وكان يتم استخدام الأراضي الأصلية لمركز الميناء البحري كأحواض لتبخير الملح على أراضي المد والجزر لخليج سان فرانسيسكو، وقد بدأ استغلال هذه الأراضي قبيل عام 1940. واعتبارًا من عام 2002 كانت معدلات التأجير في مركز الميناء البحري في حدود 27 دولارًا للقدم المربع الواحد في السنة.(جينسبيرغ، 2002) في 2005، قامت عقارات سلوا، وهي اتحاد استثماري عقاري قائم على الاحتكار بالمملكة المتحدة بشراء مركز الميناء البحري بالكامل لتطويره كمركز أبحاث تقانة حيوية لينافس مراكز التكنولوجيا الحيوية في وادي السيليكون وجنوب سان فرانسيسكو.
يقع مركز الميناء البحري على أرض مستوية بشكل عام بنحو 25 قدم (8 م) فوق معدل سطح البحر. ويتم ضخ الجريان السطحي لمياه العواصف من مركز الميناء البحري لتفريغه داخل ريدوود كريك

## تاريخ التصوير الفوتوغرافي الجوي
نظرًا للحجم الكبير لهذه المنطقة ونقص التغطية التاريخية لها، يمكن كشف تاريخ المنطقة جيدًا من خلال السجلات الفوتوغرافية الجوية. ففي عام 1989، أجرت شركة إيرث ميتركس انكوربريتيد استعراضًا للصور الفوتوغرافية الجوية التاريخية التي يعود تاريخها إلى عام 1956. (إيرث ميتركس، 1989) حيث كان موقع مركز الميناء البحري والمناطق المحيطة به، وفقًا للصور الجوية المجسمة التي تعود لعام 1956، غير مطور بشكل جوهري، على الرغم من ظهور كثيف لأحواض تبخير الملح بالموقع. كما تؤكد تسجيلات إدارة التخطيط بريدوود سيتي أن الموقع تم استخدامه لتبخير الملح منذ وقت سابق للحرب العالمية الثانية.
ويظهر تحليل خمسة أجهزة لزوج استريو منظم الوقت للصور الجوية أن موقع الميناء البحري ظل غير مطور حتى عام 1982؛ حتى ذلك الحين، تظهر سجلات المدينة أن الموقع كان مخصصًا "كسهل مد وجزر"، وهي تسمية لم تسمح بالتنمية الحضرية. وقد تغيرت منطقة استخدام الأراضي تدريجيًا من عام 1956 حتى عام 1982، في شكل تنمية عمرانية تدريجية في المنطقة المحلية. وفي وقت مبكر من عام 1956، يظهر مهماز السكك الحديدية الذي كان يتم استخدامه لتحميل ملح البحر الخام لتصديره. ولا يوجد تاريخ زراعي مرتبط بالموقع، غير جمع ملح الطعام.

## المستأجرون الأوائل
منذ تطوير مركز الميناء البحري في أوائل الثمانينيات كان هناك اتجاه ثابت لاستخدام العقار كمحور للأبحاث والتطوير في مجال التكنولوجيا الحيوية. وفي مسح تم إجراؤه عام 1989، كان من بين المستأجرين الرئيسيين في ذلك الوقت: شركة فاسكيلار انترفنشنز (Vascualar Interventions Inc)، وشركة جينيلابس (Genelabs Incorporated)، وشركة برسيجن اميجيز (Precision Images Inc)، وشركة انفايترون (Invitron)، وشركة تشارلز إيفانس (Charles Evans Inc) ، وشركة أي سي تي (ICT Corporation)، وشركة ريساوند (Resound Incorporated)، وشركة إدين (Ideon)، ومؤسسة سيغنس ريسيرش (Cygnus Research Corp)، وكلر بريب (Color Prep)، وشركة أرورا سيستمز (Aurora Systems Inc)، أبيكوس فيديو سيستمز (Abekus Video Systems Inc)، وبيرسونكس (Personics Inc)، وشركة انستور (Instor)، وفيجوكم (Visucom).
وقد استخدم عدد من تلك الشركات مجموعة متنوعة من المواد الخطرة في عملياتها العادية. وقد شملت هذه المواد مجموعة متنوعة من المذيبات السامة والمركبات العضوية الأخرى مثل الأسيتون والبنزين وكيتون الميثيل الإيثيلي والتولوين. ويعد استخدام مثل هذه المواد في الموقع أمرًا خطيرًا، حيث إن المياه الجوفية المسوسة (brackish) في مركز الميناء البحري ضحلة.
,

## معرض صور

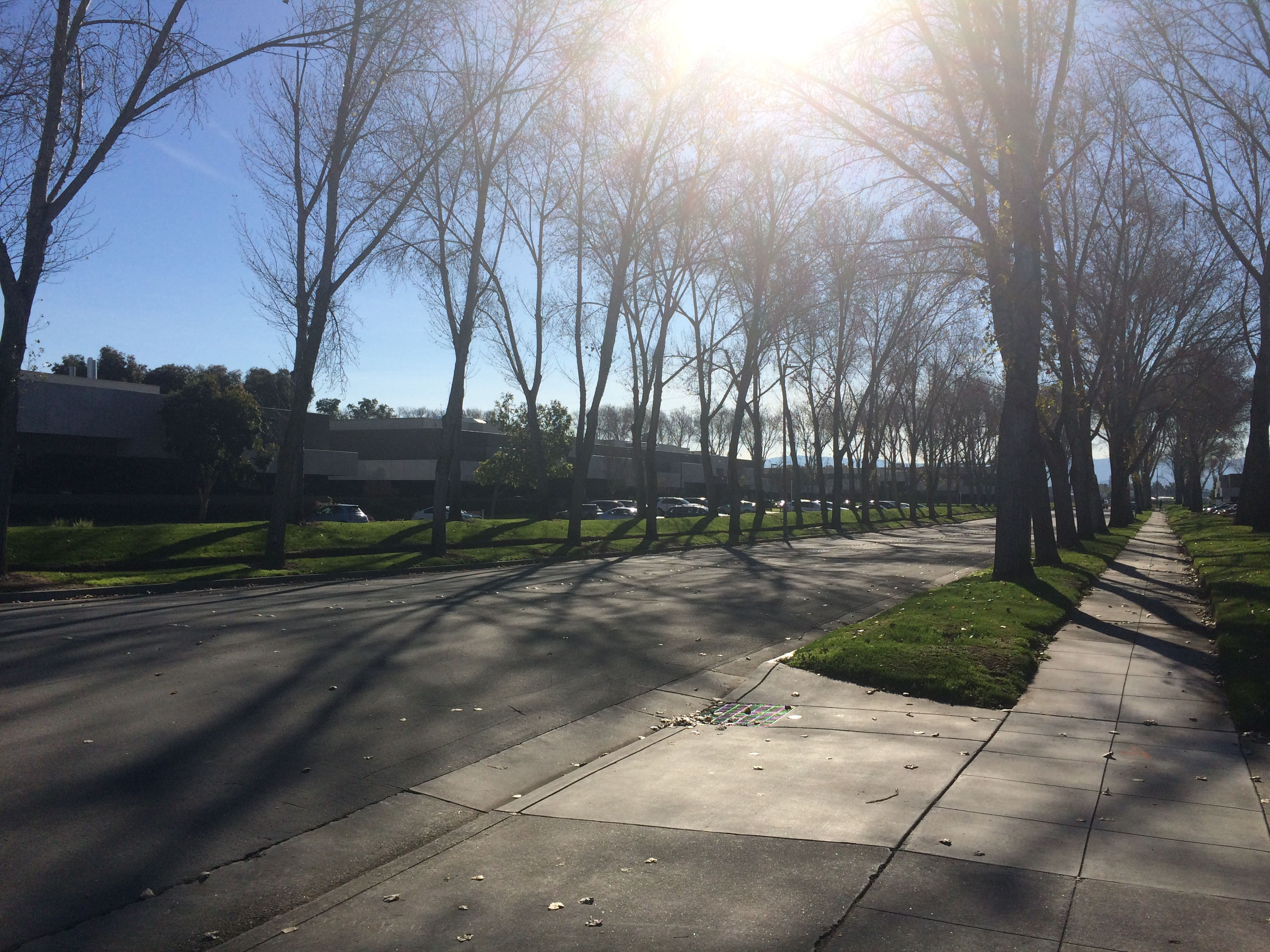
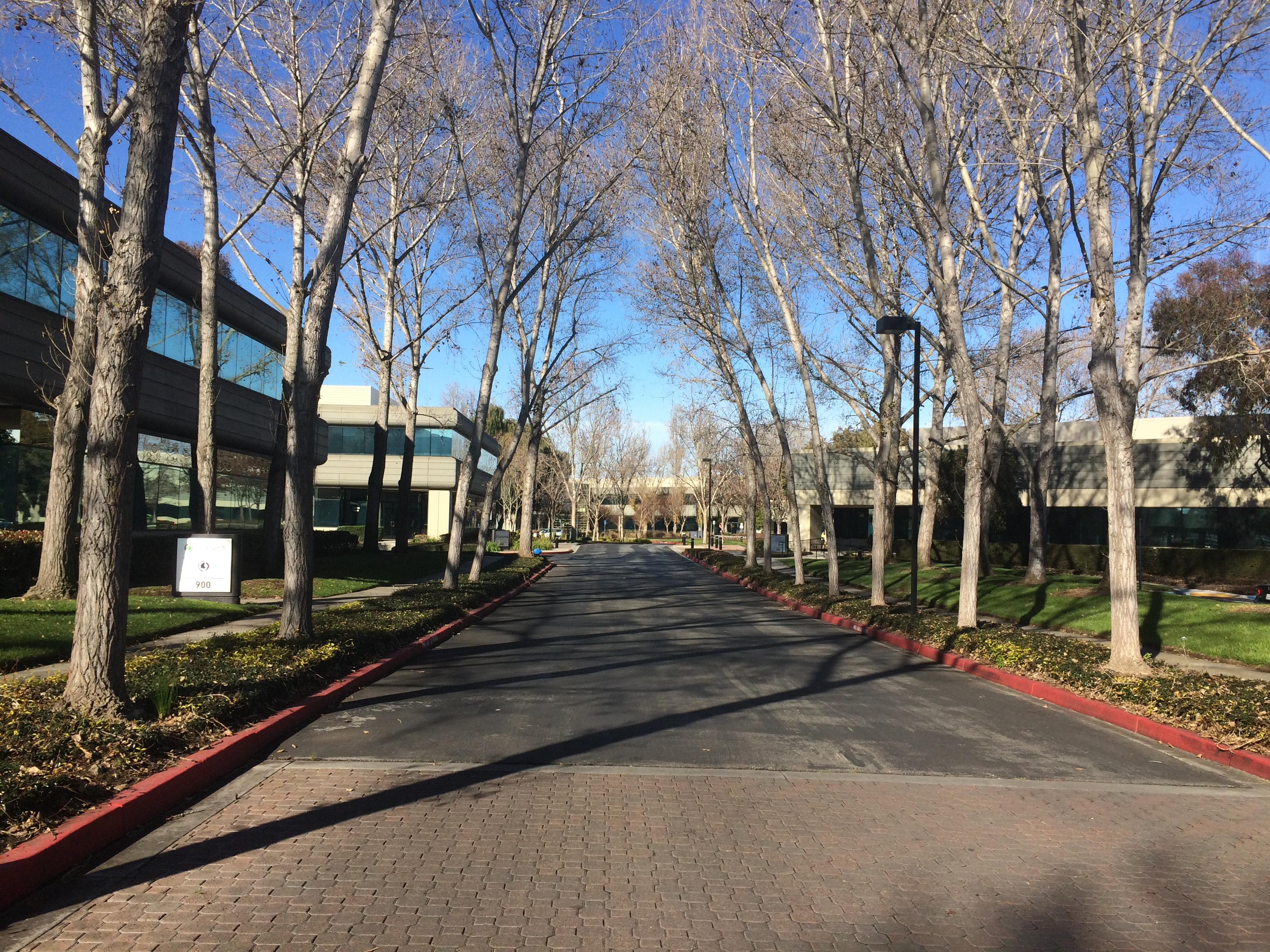
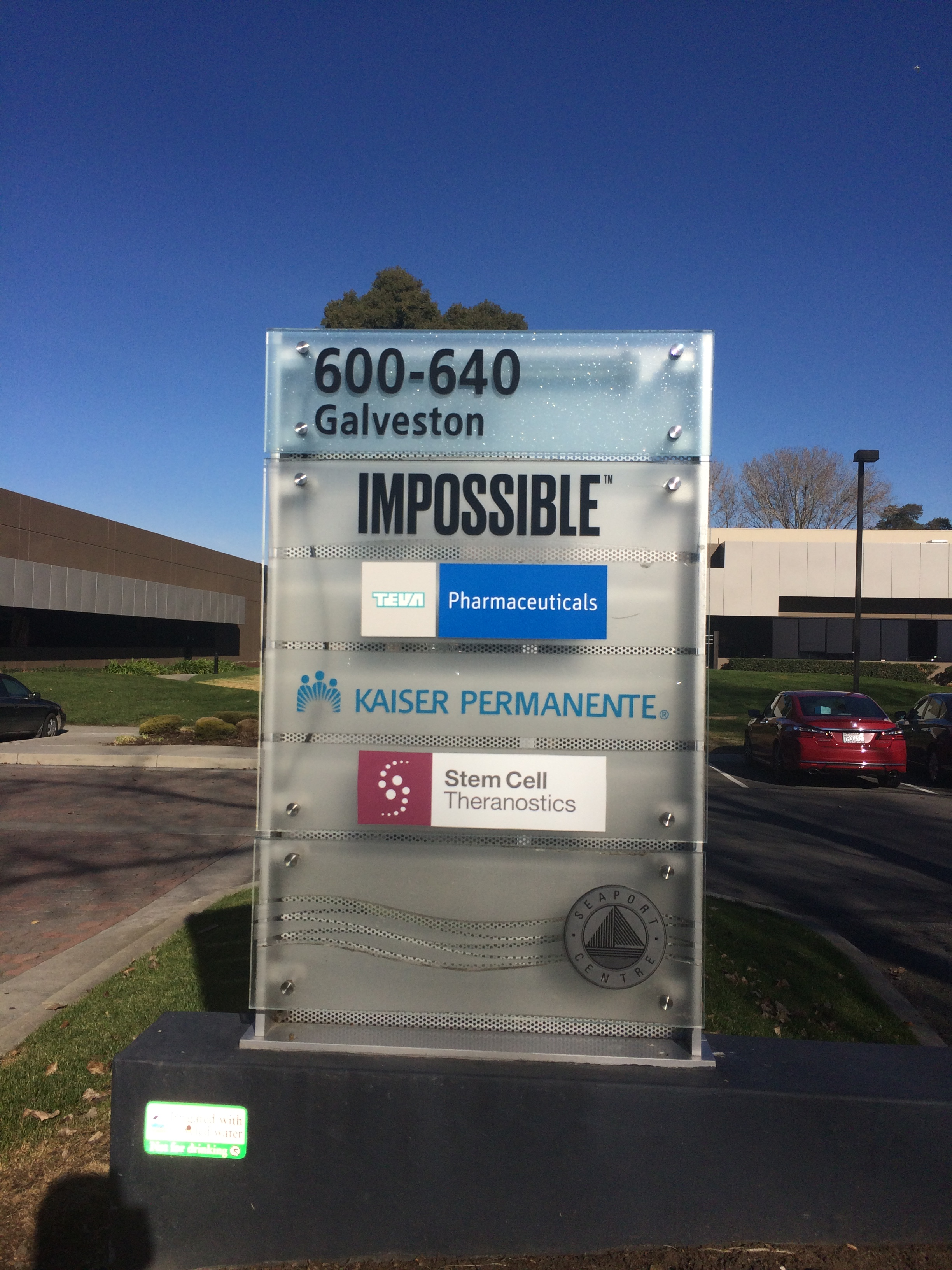
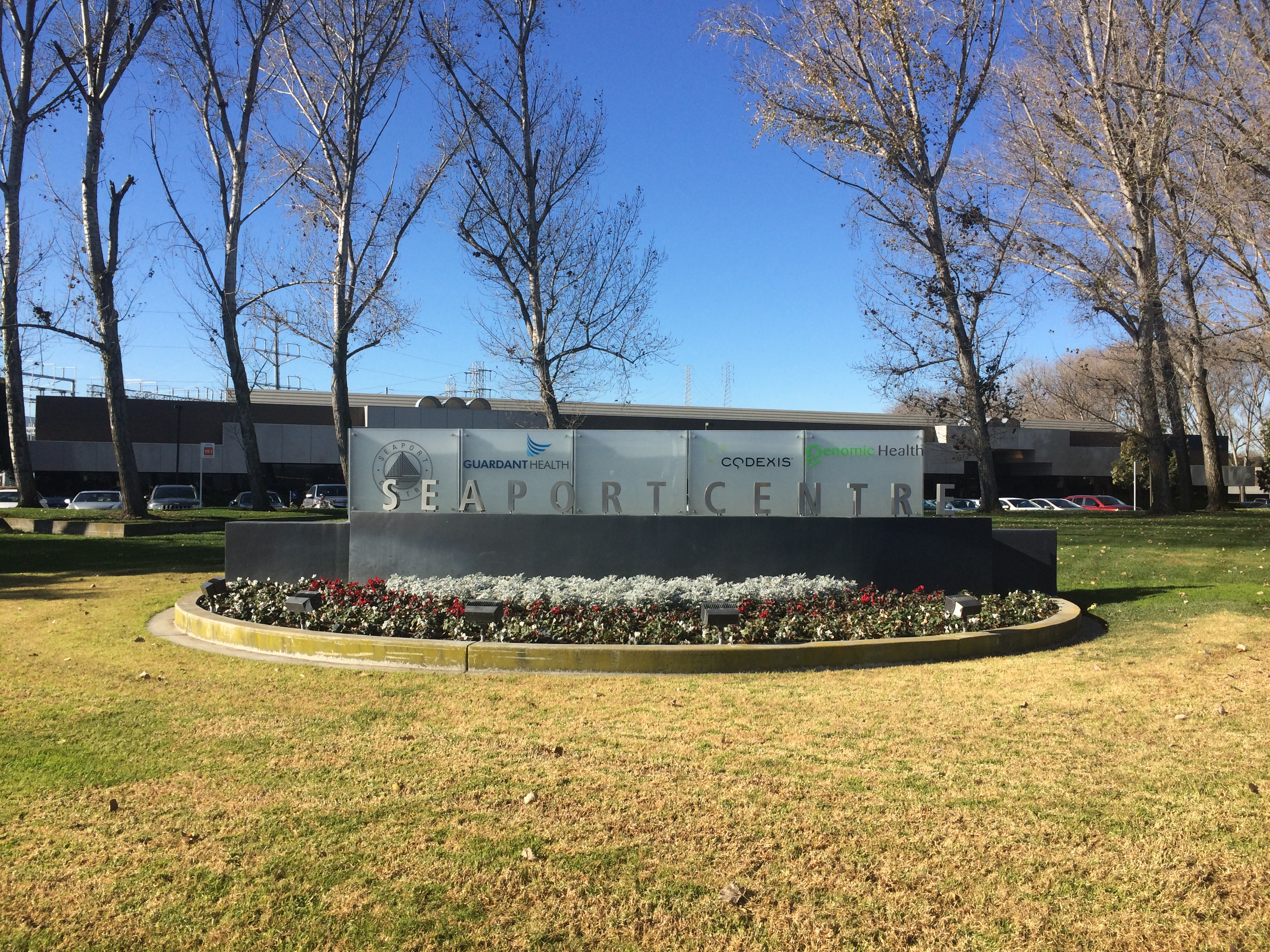

## وصلات خارجية
- Redwood City, California local history
- official website

37°30′06″N 122°13′03″W / 37.50155°N 122.21747°W